# Boxe aux Jeux méditerranéens de 1963
Navigation
Édition précédente Édition suivante
Les compétitions de boxe anglaise de la 4e édition des Jeux méditerranéens se sont déroulées du 23 au 29 septembre 1963 à Naples, Italie.

## Résultats

### Podiums
| Catégories                    | Or                | Argent                | Bronze                                     |
| Poids mouches (-51 kg)        | Fernando Atzori   | Branislav Mirkovic    | Mahmoud Mersal Aomar Rayam                 |
| Poids coqs (-54 kg)           | Franco Zurlo      | Elsayed Abdelnabi     | Houcine Ben Abes Branko Petric             |
| Poids plumes (-57 kg)         | Giovanni Girgenti | Badawi al-Bedewi      | Zvonimir Vujin Valentin Loren              |
| Poids légers (-60 kg)         | Giuseppe Sabri    | Fawzi Hassan Suleiman | Lakhdar Ben Ahmed Lamine Domingo Barrera   |
| Poids super-légers (-63,5 kg) | Bruno Arcari      | Habib Galhia          | Ibrahim Maharan Kamel Yalcinkaya           |
| Poids welters (-67 kg)        | Silvano Bertini   | Hussein Saddik        | Ilhami Evrensel Jean-Claude Leblois        |
| Poids super-welters (-71 kg)  | Sayed El Nahas    | Vlado Vranjesevic     | Remo Golfarini Salah Ben Bouchaib          |
| Poids moyens (-75 kg)         | Ahmed el-Hassan   | Giovanni Perri        | Tawakalna Amin Moustafa Ben Lahbib         |
| Poids mi-lourds (-81 kg)      | Cosimo Pinto      | Cosimo Bruno          | Dimitrios Kyrazis Francisco San Jose Perez |
| Poids lourds (+81 kg)         | Dante Cane        | Sayed el-Kilany       |                                            |

### Tableau des médailles
| Place | Pays              | Médaille d'or | Médaille d'argent | Médaille de bronze | Total |
| ----- | ----------------- | ------------- | ----------------- | ------------------ | ----- |
| 1     | Italie            | 8             | 1                 | 1                  | 10    |
| 2     | Égypte            | 2             | 5                 | 2                  | 9     |
| 3     | Yougoslavie       | 0             | 2                 | 2                  | 4     |
| 4     | France            | 0             | 1                 | 1                  | 2     |
| 4     | Tunisie           | 0             | 1                 | 1                  | 2     |
| 6     | Maroc             | 0             | 0                 | 4                  | 4     |
| 7     | Espagne           | 0             | 0                 | 3                  | 3     |
| 8     | Turquie           | 0             | 0                 | 2                  | 2     |
| 9     | Grèce             | 0             | 0                 | 1                  | 1     |
| 9     | Syrie             | 0             | 0                 | 1                  | 1     |
| Total | 10 pays médaillés | 10            | 10                | 18                 | 38    |